# Mali
Mali GPU — семейство графических процессоров от ARM.
Графическое ядро Mali было разработано норвежским подразделением компании ARM — ARM Norway (бывшая Falanx). Линейка продуктов включает в себя целый ряд моделей: мультимедийные графические процессоры Mali-55, Mali-200, Mali-300, Mali-400, Mali-450, Mali-T604, Mali-T622, Mali-T624, Mali-T628, Mali-T658, Mali-T678, Mali-T720, Mali-T760, Mali-T820, Mali-T830, Mali-T860 и Mali-T880, а также графические процессоры для обработки видео Mali-V500, Mali-V550, контролеры дисплея Mali-DP500, Mali-DP550, новейшие мультимедийные графические процессоры Mali-G31, Mali-G51, Mali-G52, Mali-G71, Mali-G72, Mali-G76.

## Модели графических процессоров

### Mali-55
Mali-55 — это первый продукт в этой линейке и первая попытка компании ARM сделать собственный графический ускоритель. Mali-55 поддерживает стандарт OpenGL ES 1.1 и может обрабатывать до 1 млн треугольников в секунду, к тому же это самый маленький в мире графический чип, площадь кристалла — всего 1 мм². Первая модель, которая имеет графический чип Mali-55 — это LG Renoir, впрочем, графический чип в этом телефоне не может обрабатывать графику, а используется только для оптимизации интерфейса.

### Mali-200
Mali-200 — следующий шаг компании ARM в разработке собственных графических ускорителей для мобильных устройств. По сравнению с Mali-55 двухсотая модель поддерживает OpenGL ES 2.0 и может обрабатывать до 16 миллионов треугольников в секунду при частоте графического чипа в 275 МГц. Двухсотая модель имеет один геометрический процессор и один пиксельный процессор, благодаря чему может обрабатывать 1 пиксель за такт, поэтому при частоте в 275 MHz графический чип может обработать 275 млн пикселей в секунду. Графический чип Mali-200 представлен в двух версиях — LP и GP, которые различаются тактовой частотой. Занимаемая на кристалле площадь при производстве по 65 нм техпроцессу — 4,1 мм².

### Mali-300
Mali-300 — первый чип от ARM, которой может воспроизводить графику уровня Sony PSP. Mali-300 — это дальнейшее развитие архитектуры Mali-200, максимальная частота графического чипа была увеличена до 395 МГц, что позволило увеличить производительность до 30 миллионов треугольников в секунду. Mali-300 — это первое решение в линейке графических ускорителей Mali, который имеет собственную графическую память в 8 Кб.

### Mali-400
Mali-400 — дальнейшее развитие архитектуры Mali-300. Mali-400 имеет такие же характеристики, как и Mali-300, но это модульное решение, которое может включать в себя до 4 графических ядер в отличие от Mali-55 и Mali-200/300 — исключительно одноядерных решений. Благодаря тому, что Mali-400 может быть многоядерным графическим чипом, площадь кристалла была увеличена до 4,7 мм², к тому же Mali-400 имеет увеличенную графическую память в 32-256 кб (в зависимости от количества ядер) по сравнению с 300-й моделью, имевшей лишь 8 кб. 400 модель имеет 1 геометрический процессор и может иметь до 4 пиксельных процессоров. Как и двухсотая модель, Mali-400 обрабатывает только 1 пиксель за такт, но благодаря многоядерности и возможности иметь от 1 до 4 пиксельных процессоров производительность четырёхсотой модели может быть в 4 раза больше благодаря возможности обработки каждого пикселя каждым из 4 пиксельных процессоров, когда двухсотый и трёхсотых модели имеют только 1 такой процессор.

### Mali-450
Mali-450 — 8-ядерный Mali-400 с некоторыми улучшениями в области исполнения инструкций за такт.

### Mali-T600
Mali-T604, Mali-T622, Mali-T624, Mali-T628, Mali-T658 и Mali-T678— это новейшие разработки от ARM. Первое поколение T600 (варианты T601, T604 и T658 (первое поколение)) было представлено ранее, а новое (Mali-T624, Mali-T628 и Mali-T678 (второе поколение)) — немного позже. Mali-T600 — это первая универсальная шейдерная архитектура ARM, поддерживающая стандарты OpenGL ES 1.1, OpenGL ES 2.0, OpenGL ES 3.0, DirectX 11 FL 9_3, DirectX 11, OpenCL 1.1 Full Profile и Google Renderscript Compute. Обещанная производительность старшей модели Mali-T658 (8 графических ядер) примерно в 4-5 раз превышает возможности Mali-400. Флагманские ускорители T600 второго поколения — T628 и T678 (на 2013 год). Оба они являются 8-ядерными чипами, а основное различие между ними (да и между любыми другими графическими и оптимизированными для вычислений GPU в целом решениями) лежит в структуре каждого шейдерного процессора. T628 обладает двумя ALU, одним LSU и одним текстурным блоком на шейдерный процессор, а в T658 число блоков ALU удвоено.

### Mali-V500
Mali-V500 — это решение поддерживает кодирование/декодирование видео в разрешении Ultra HD (2160p) с частотой 120 кадров в секунду при наличии достаточного числа ядер (в одноядерном режиме Mali-V500 позволяет обрабатывать видео в разрешении 1080p при 60 кадрах в секунду). Как полагает ARM, V500 обеспечит смартфоны среднего класса возможностью в потоковом режиме кодировать и декодировать видео 4K. Компания отмечает, что блок видеообработки создаёт задержки менее 10 мс, что позволяет добиться высококачественной работы потоковых игр в беспроводном режиме через технологию Wi-Fi Miracast. Видеопроцессор Mali-V500 характеризуется высокой эффективностью и малой площадью. Он поддерживает разрешения до 4K и может использоваться в паре с контроллером дисплея Mali-DP500.

### Mali-T700
Mali-T720 и Mali-T760. Mali-T720 является чипом среднего уровня и предлагается как преемник популярных Mali-400MP и Mali-450MP. А вот Mali-T760 является новым графическим флагманом компании ARM. Этот чип может похвастаться увеличенным на 400 % энергосбережением по сравнению с Mali-T604. В Mali-T720 могут использоваться до 8 ядер Cortex-A7, Cortex-A12 или 64-разрядный Cortex-A53. Этот чип может работать на максимальной частоте 600 МГц и имеет максимальную производительность 81,6 GLOPS и 4,8 Gpix/sec. Для сравнения, Mali-400, MP который является частью Exynos 4412, выдаёт результаты 19,2 GLOPS и 1,6 Gpix/sec.
При том, что в Mali-T720 увеличена производительность, ARM смогла уменьшить потребляемую энергию и сделать чип меньше в размерах. По словам ARM, в Mali-T720 уменьшено потребление энергии на 150 % в сравнении с предыдущими чипами компании. Производится Mali-T720 по 28-нм техпроцессу. Данный чип был оптимизирован для работы с Android, а также имеет поддержу OpenGL ES 3.0 и Renderscript.
А вот Mali-T760 имеет до 16 шейдерных ядер. В этом чипе на 400 % уменьшили потребление энергии в сравнении с Mali-T604.
При изготовлении Mali-T760 компания ARM прибегла к уменьшению пропускной способности, что минимизирует объём проходящих данных и тем самым уменьшает количество энергии, используемой GPU. Также в чипе используется «умное» сжатие данных при пересылке их по разным частям чипа. Помимо невероятной производительности, Mali-T760 поддерживает огромное количество программных интерфейсов:
- Khronos, совместимый с OpenGL ES 3.1/3.0/2.0/1.1;
- поддержка Microsoft Windows Direct3D 11.1;
- полная поддержка OpenCL 1.1;
- RenderScript/ FilterScript.
- Vulkan 1.0.x

Mali-T760 имеет 16 шейдерных ядер, которые дают максимальную производительность в 326,4 GLOPS и 9,6 Gpix/sec. Это делает Mali-T760 самым быстрым в мире мобильным GPU (на 2014 год). Данный чип также является первым мобильным чипом, который имеет полную поддержку OpenCL.
На данный момент 84 различных компании пользуются лицензией Mali. Лицензии на чипы Mali-T720 и Mali-T760 уже были приобретены такими компаниями, как Samsung, LG, MediaTek и Rockchip.

### Mali-T800
Mali-T820, T-830 и T-860. В начале 2016 года компания ARM представила новую линейку мобильных графических процессоров Mali-T800, в которую вошли три процессора: Mali-T820, T-830 и T-860. Mali-T820 предназначен для использования в доступных устройствах и обладает 40%-м приростом производительности в сравнении с Mali-T622. Mali-T830 на 55 % мощнее Mali-T622 и ориентирован на средний класс аппаратов. Mali-T860 является самым мощным процессором из всей линейки, и его энергоэффективность на 45 % выше, чем в Mali-T628. Все представители линейки Mali-T800 обладают поддержкой * Vulkan 1.0.x, OpenGL ES 3.1, DirectX 11, OpenCL и RenderScript. В Mali-T820 и Mali-T830 используется по 4 шейдерных ядра, а в Mali-T860 их число составляет 16.
Также ARM представила новый графический процессор Mali-V550, который получил поддержку стандарта HEVC (High Efficiency Video Coding). Mali-V550 способен обрабатывать видео в разрешении 1080p (60 кадров в секунду) при использовании одного ядра и работать с 4K-видео при частоте 120 кадров в секунду с использованием всех 8 ядер. Также процессор способен одновременно заниматься кодированием и декодированием видео, что позволяет камере работать значительно быстрее. Кроме того, ARM рассказала про новый контроллер Mali-DP550, который поддерживает до семи слоёв при рендеринге изображений и обработку изображений в разрешении 4K.

### Mali-T880
Mali-T880. Компания ARM представила новые 64-разрядные вычислительные ядра Cortex-A72 и новую графику Mali-T880. Также компания обновила межчиповый интерфейс/контроллер («северный» мост) до версии CCI-500. Внедрение новых графических процессоров ожидается в течение 2016 года. В максимальной конфигурации блок Mali-T880 может состоять из 16 видеоядер. Для техпроцесса 16 нм тактовая частота ядер может достигать 850 МГц. Ядра поддерживают API * Vulkan 1.0.x, OpenGL ES 1.1-3.1, OpenCL 1.1 и 1.2, а также DirectX 11. По сравнению с ядрами Mali-T760 на одинаковой нагрузке производительность ядер Mali-T880 выше в 1,8 раза, а потребление меньше на величину до 40 %. Новые ядра способны без проблем выводить и записывать (кодировать) видеопоток с качеством 4K со скоростью 120 кадров в секунду. Поддерживается кодек HEVC.

### Mali-G31
Mali-G31 — это ультраэффективный графический процессор на основе архитектуры Bifrost, представленный в марте 2018 года. Используя преимущества Bifrost для другого уровня устройств, Mali-G31 опирается на успех предыдущих ультраэффективных продуктов серии Mali-400 Utgard. Обладая значительной экономией энергии и площади по сравнению с устройствами следующего уровня, а также поддержкой самых последних API-интерфейсов, Mali-G31 является предпочтительным графическим процессором для устройств с ограниченными затратами.
Частота 28 нанометрового графического процессора имеет значение 650, скорость текстурирования — около 1,3 Gpix / s

### Mali-G51
Mali-G51 с высоким КПД стал первым графическим процессором, который перенял графическую архитектуру Bifrost на основные устройства. Сосредоточенный на эффективности, Mali-G51 обеспечивает повышенную энергоэффективность и повышает эффективность использования площади и плотность производительности по сравнению с графическими процессорами Mali предыдущего поколения. Mali-G51 — один из самых маленьких графических процессоров с поддержкой Vulkan, который выводит на массовый рынок сложный контент, такой как виртуальные пространства и видео 360.

### Mali-G52
Mali-G52 — это второй основной графический процессор, основанный на архитектуре Bifrost и представленный в марте 2018 года. Mali-G52, созданный для предоставления первоклассного визуального опыта на постоянно растущем рынке мобильной связи, обеспечивает расширенные возможности машинного обучения для тех интеллектуальных приложений, которые быстро становятся необходимыми. Обладая более широкими механизмами исполнения с удвоенными полосами обработки, Mali-G52 может эффективно справляться с гораздо большей графической сложностью при скромном кремниевом бюджете.
Графический процессор выполняется по 16 нанометровому техпроцессу, имеет частоту 850mhz и скорость текстурирования 6,8 Gpix/s.

### Mali-G71
Mali-G71 — это третий основной графический процессор, основанный на архитектуре Bifrost. Mali-G71 создан для предоставления первоклассного визуального опыта на постоянно растущем рынке мобильной связи.

### Mali-G72
Mali-G72 — это четвёртый основной графический процессор, основанный на архитектуре Bifrost. Mali-G72 создан для предоставления первоклассного визуального опыта на постоянно растущем рынке мобильной связи.

### Mali-G76
Mali-G76 — компания ARM представила пятый основной графический процессор, основанный на архитектуре Bifrost, новейшие 64-разрядные вычислительные ядра Cortex-A76 и новую графику Mali-G76. Процессорное ядро Cortex-A76 сменило Cortex-A75.
GPU — Mali-G76 рассчитан на работу совместно с CPU Cortex-A76. В максимальной конфигурации Mali-G76 может содержать 20 ядер, но очень редко компании выпускают платформы с подобными количеством GPU.
ARM обещает прирост относительно Mali-G72 на 30 %, но имеется в виду не общая производительность, а производительность относительно площади GPU, энергоэффективность была улучшена на 30 %, а в задачах машинного обучения производительность выросла в 2,7 раза.
Графический видеопроцессор Mali-G76 будет применяться в смартфонах топового уровня, устройствах виртуальной и дополненной реальности, автомобильных комплексах, системах видеонаблюдения и пр.
Новый GPU поддерживает API: В новой ARM-архитектуре:
- OpenGL ES 1.1/2.0/3.1/3.2
- OpenCL 1.1/1.2/2.0 Full Profile
- Vulkan 1.1
- Direct3D 12 FL9_3
- RenderScript

Новое видеоядро Mali-V76 получило поддержку видео 8K и возможность декодировать видео с частотой 60 к/с.
Возможность формирование видеостен по схеме 4×4 в формате 1080р · 60 к/с или 2×2 в формате 2160р · 60 к/с.

### Mali-G57
Mali-G57 — графический процессор, основанный на архитектуре Valhall первого поколения.

### Mali-G77
Mali-G77 — графический процессор, основанный на архитектуре Valhall первого поколения.

### Mali-G68
Mali-G68 - графический процессор, основанный на архитектуре Valhall второго поколения.

### Mali-G78
Mali-G78  - графический процессор, основанный на архитектуре Valhall второго поколения.

### Mali-G310
Mali-G310  - графический процессор, основанный на архитектуре Valhall третьего поколения

### Mali-G510
Mali-G510  - графический процессор, основанный на архитектуре Valhall третьего поколения.

### Mali-G710
Mali-G710  - графический процессор, основанный на архитектуре Valhall третьего поколения.

### Mali-G615
Mali-G615  - графический процессор, основанный на архитектуре Valhall четвертого поколения.

### Mali-G715
Mali-G715  Immortalis  - графический процессор, основанный на архитектуре Valhall четвертого поколения.

### Mali-G620
Mali-G620  - графический процессор, основанный на архитектуре Valhall пятого поколения.

### Mali-G720
Mali-G720  Immortalis  - графический процессор, основанный на архитектуре Valhall пятого поколения.

## Технические детали
| Название    | Максимальное количество GPU ядер | Максимальный размер L2 кэша | Поддержка технологий | Поддержка технологий | Поддержка технологий | Поддержка технологий | Поддержка технологий                                  | Архитектура             | Использование          | Примечания                                                     |
| Название    | Максимальное количество GPU ядер | Максимальный размер L2 кэша | OpenGL ES            | OpenVG               | OpenCL               | Direct3D             | Vulkan                                                | Архитектура             | Использование          | Примечания                                                     |
| ----------- | -------------------------------- | --------------------------- | -------------------- | -------------------- | -------------------- | -------------------- | ----------------------------------------------------- | ----------------------- | ---------------------- | -------------------------------------------------------------- |
| Mali-55     | 1                                | -                           | 1.1                  | 1.0                  | n/a                  |                      |                                                       |                         | Оптимизация интерфейса | [ 7 ]                                                          |
| Mali-200    | 1                                | -                           | 2.0                  | 1.1                  | n/a                  |                      |                                                       | Utgard                  | -                      | [ 1 ]                                                          |
| Mali-300    | 1                                | 8 КБ                        | 2.0                  | 1.1                  | n/a                  |                      |                                                       | Utgard                  | -                      | [ 2 ]                                                          |
| Mali-400 MP | 4                                | от 32 КБ до 256 КБ          | 2.0                  | 1.1                  | n/a                  |                      |                                                       | Utgard                  | -                      | [ 3 ]                                                          |
| Mali-450 MP | 8                                | от 32 КБ до 512 КБ          | 2.0                  | 1.1                  | n/a                  |                      |                                                       | Utgard                  | -                      | [ 4 ]                                                          |
| Mali-T604   | 4                                | 256 КБ                      | 3.1                  | 1.1                  | 1.1 + Renderscript   | 9.3                  |                                                       | Midgard (1-е поколение) | Графика, вычисления    | [ 11 ] [ 12 ]                                                  |
| Mali-T622   | 2                                | 256 КБ                      | 3.1                  | 1.1                  | 1.1 + Renderscript   | 9.3                  |                                                       | Midgard (1-е поколение) | Графика, вычисления    | [ 12 ] [ 13 ]                                                  |
| Mali-T624   | 4                                | 256 КБ                      | 3.1                  | 1.1                  | 1.1 + Renderscript   | 9.3                  |                                                       | Midgard (2-е поколение) | Графика, вычисления    | [ 14 ]                                                         |
| Mali-T658   | 8                                | 256 КБ                      | 3.1                  | 1.1                  | 1.1 + Renderscript   | 9.3                  |                                                       | Midgard (2-е поколение) | Графика, вычисления    | [ 15 ]                                                         |
| Mali-T628   | 8                                | 256 КБ                      | 3.1                  | 1.1                  | 1.1 + Renderscript   | 9.3                  |                                                       | Midgard (2-е поколение) | Графика, вычисления    | [ 16 ]                                                         |
| Mali-T678   | 8                                | 256 КБ                      | 3.1                  | 1.1                  | 1.1 + Renderscript   | 9.3                  |                                                       | Midgard (2-е поколение) | Графика, вычисления    | [ 17 ] [ 18 ]                                                  |
| Mali-T720   | 8                                | от 32 КБ до 256 КБ          | 3.1                  | 1.1                  | 1.1 + Renderscript   | 9.3                  |                                                       | Midgard (3-е поколение) | Графика, вычисления    | Mali-T720 Архивная копия от 25 июня 2014 на Wayback Machine    |
| Mali-T760   | 16                               | от 256 КБ до 2 МБ           | 3.2                  | 1.1                  | 1.1 + Renderscript   | 11.1                 | 1.0                                                   | Midgard (3-е поколение) | Графика, вычисления    | Mali-T760 Архивная копия от 26 октября 2014 на Wayback Machine |
| Mali-T820   | 4                                | от 32 КБ до 256 КБ          | 3.2                  | 1.1                  | 1.2 + Renderscript   | 9.3                  | 1.0                                                   | Midgard (4-е поколение) | Графика, вычисления    | Mali-T820 Архивная копия от 11 ноября 2016 на Wayback Machine  |
| Mali-T830   | 4                                | от 32 КБ до 256 КБ          | 3.2                  | 1.1                  | 1.2 + Renderscript   | 9.3                  | 1.0                                                   | Midgard (4-е поколение) | Графика, вычисления    | Mali-T830 Архивная копия от 14 ноября 2015 на Wayback Machine  |
| Mali-T860   | 16                               | от 256 КБ до 2 МБ           | 3.2                  | 1.1                  | 1.2 + Renderscript   | 11.1 11.2            | 1.0                                                   | Midgard (4-е поколение) | Графика, вычисления    | Mali-T860 Архивная копия от 7 ноября 2015 на Wayback Machine   |
| Mali-T880   | 16                               | от 256 КБ до 2 МБ           | 3.2                  | 1.1                  | 1.2 + Renderscript   | 11.1 11.2            | 1.0                                                   | Midgard (4-е поколение) | Графика, вычисления    | Mali-T880 Архивная копия от 7 ноября 2015 на Wayback Machine   |
| Mali-G31    | 1                                | от 32 КБ до 512 КБ          | 3.2                  |                      | 2.0 + RenderScript   | 11                   | 1.2                                                   | Bifrost                 | Графика, вычисления    | Mali-G31 Архивная копия от 24 февраля 2019 на Wayback Machine  |
| Mali-G51    | 1+3                              | от 32 КБ до 512 КБ          | 3.2                  |                      | 2.0 + RenderScript   | 11                   | 1.1 Архивная копия от 2 марта 2021 на Wayback Machine | Bifrost                 | Графика, вычисления    | Mali-G51 Архивная копия от 29 июня 2020 на Wayback Machine     |
| Mali-G52    | 6                                | от 32 КБ до 512 КБ          | 3.2                  |                      | 2.0 + RenderScript   | 11                   | 1.1 Архивная копия от 2 марта 2021 на Wayback Machine | Bifrost                 | Графика, вычисления    | Mali-G52 Архивная копия от 24 февраля 2019 на Wayback Machine  |
| Mali-G71    | 32                               | от 128 КБ до 2 МБ           | 3.2                  |                      | 2.0 + RenderScript   | 11                   | 1.1 Архивная копия от 2 марта 2021 на Wayback Machine | Bifrost                 | Графика, вычисления    | Mali-G71 Архивная копия от 24 февраля 2019 на Wayback Machine  |
| Mali-G72    | 32                               | от 128 КБ до 2 МБ           | 3.2                  |                      | 2.0 + RenderScript   | 12                   | 1.1 Архивная копия от 2 марта 2021 на Wayback Machine | Bifrost                 | Графика, вычисления    | Mali-G72 Архивная копия от 24 декабря 2018 на Wayback Machine  |
| Mali-G76    | 20                               | от 512 КБ до 4 МБ           | 3.2                  |                      | 2.0 + RenderScript   | 12                   | 1.1                                                   | Bifrost                 | Графика, вычисления    | Mali-G76 Архивная копия от 24 декабря 2018 на Wayback Machine  |
| Mali-G77    | 16                               | от 512 КБ до 4 МБ           | 3.2                  |                      | 2.0 + RenderScript   | 12                   | 1.1                                                   | Valhall                 | Графика, вычисления    | Mali-G77 Архивная копия от 31 января 2021 на Wayback Machine   |
| Mali-G78    | 24                               | от 512 КБ до 4 МБ           | 3.2                  |                      | 2.0 + RenderScript   |                      | 1.2                                                   | Valhall                 | Графика, вычисления    | Mali-G78 Архивная копия от 16 января 2021 на Wayback Machine   |

## Реализация
Mali GPU в разных вариациях можно встретить в таких чипсетах:
| Производитель      | Название чипсета                     | Версия графического чипа Mali                          |
| ------------------ | ------------------------------------ | ------------------------------------------------------ |
| Allwinner          | A10, A13                             | Mali-400 MP                                            |
| Allwinner          | H3                                   | Mali-400 MP2                                           |
| Broadcom           | BCM2836                              | VideoCore IV                                           |
| AMLogic            | 8726-M, 8726-MX                      | Mali-400 MP/MP2                                        |
| AMLogic            | S802, S812, S805, M805               | Mali-450                                               |
| AMLogic            | S905, S905X                          | Mali-450MP                                             |
| AMLogic            | S912                                 | Mali-T820                                              |
| CSR                | Quatro 5300 Series                   | Mali-400 MP                                            |
| Huawei             | HiSilicon Kirin 659                  | Mali-T830 MP2                                          |
| NetLogic           | Au1380, Au1350                       | Mali-200                                               |
| NUFRONT            | NuSmart 2816                         | Mali-400 MP                                            |
| NUFRONT            | NuSmart 2816M                        | Mali-400 MP                                            |
| NUFRONT            | NuSmart 115                          | Mali-400 MP                                            |
| MediaTek           | MT6572                               | Mali-400 MP                                            |
| MediaTek           | MT6582                               | Mali-400 MP2                                           |
| MediaTek           | MT6592 Octa                          | Mali-450 MP4@700 MHz                                   |
| MediaTek           | MT6735                               | Mali-T720                                              |
| MediaTek           | MT6753 ARM® Cortex®-A53 1,3GHz x 8   | Mali T720 MP3@450МГц                                   |
| MediaTek           | MT6750 8 x ARM Cortex A-53 @1,51 GHz | Mali-T860 MP2                                          |
| Rockchip           | RK3066(40 nm, ARMv7-A, до 1,6 Ггц)   | Mali-400 MP4(250 MHz)                                  |
| Rockchip           | RK3188(28 nm, ARMv7-A, до 1,8 Ггц)   | Mali-400 MP4(600 MHz)                                  |
| Rockchip           | RK3288(28 nm, ARMv7-A, до 2,0 Ггц)   | Mali-760 MP4                                           |
| Samsung            | S5P6450 Vega                         | Mali-400 MP                                            |
| Samsung            | Exynos 2 Dual 3250                   | Mali-400 MP2 @ 400MHz                                  |
| Samsung            | Exynos 3 Quad 3470                   | Mali-400 MP4 @ 450 MHz                                 |
| Samsung            | Exynos 3 Quad 3475                   | Mali-T720 @ 533 MHz                                    |
| Samsung            | Exynos 4 Dual 4210, 4212 Quad 4412   | Mali-400 MP4 @ 266 MHz — @ 400 MHz (533 MHz in Prime)  |
| Samsung            | Exynos 5 Dual 5250                   | Mali-T604 MP4 @ 533 MHz                                |
| Samsung            | Exynos 5 Hexa 5260                   | Mali-T620 MP4 @ 600 MHz                                |
| Samsung            | Exynos 5 Octa 5420 / 5422 / 5430     | Mali-T620 MP8 @ 533 MHz — @ 600 MHz                    |
| Samsung            | Exynos 7 Octa 7580                   | Mali-T720 MP2 @ 600 MHz                                |
| Samsung            | Exynos 7 Octa 5433                   | Mali-T760 MP6 @ 700 MHz                                |
| Samsung            | Exynos 7 Octa 7420                   | Mali-T760 MP8 @ 772 MHz                                |
| Socle-Tech         | Leopard-6                            | Mali-200                                               |
| Spreadtrum         | SC8810, SC6820                       | Mali-400(хотя синтетические тесты показывают Mali-300) |
| ST-Ericsson        | NovaThor U9500, U8500, U5500         | Mali-400 MP                                            |
| STMicroelectronics | SPEAr1340                            | Mali-200                                               |
| STMicroelectronics | STi7108, STiH416                     | Mali-400 MP                                            |
| Telechips          | TCC8803, TCC8902, TCC8900, TCC9201   | Mali-200                                               |
| WonderMedia        | Prizm WM8950                         | Mali-400 MP                                            |